# Janez (vojvoda Istre)
Janez, vojvoda Istre (dux Johannes)  (* druga pol. 8. stoletja † začetek 9. st.) je prvi po imenu poznani frankovski vojvoda Istre. V zgodovinskih virih je sicer prvič omenjen šele leta 804, se verjetno nanj nanaša omemba istrskega vojvode v pismu, ki ga je leta 791 Karel Veliki poslal svoji ženi Fastradi. Istrski vojvoda Janez je imel svoj sedež v Novigradu. 

## Življenje in delovanje
O frankovskem vojvodi Istre Janezu je malo znanega, le da je bil njegov sedež v Istri v Novigradu, kjer je prevzel posesti nekdanjega bizantinskega upravnika Istre. Leta 804 je sklical zborovanje ob reki Rižani, znano kot Rižanski zbor. Na njej so se zbrali predstavniki devetih istrskih mest in gradov, škofje, patriarh iz Gradeža Fortunat II. in emisarji Karla Velikega in njegovega sina Pipina. 
Vojvoda Janez je na zapuščeno zemljo v Istri, predvsem v notranjosti Istre, naseljeval Slovane (Slovence in Hrvate), da bi na ta način ojačal obrambo pred Avari.